# 苏拉威西拎树藤
苏拉威西拎树藤（学名：Epipremnum nobile），属于天南星科麒麟叶属，是苏拉威西热带雨林中特有的一种木质藤本植物。

## 分布
本种仅自然分布于印尼苏拉威西，为当地特有种。

## 名称
本种的拉丁语种小名意为“高贵”。